# Фридрих Август фон Велтхайм
Фридрих Август фон Велтхайм (на немски: Friedrich August von Veltheim; * 21 октомври 1709 в Харбке в окръг Ной Халденслебен, Саксония-Анхалт; † 19 април 1775 в Брауншвайг) е благородник от „Черната линия“ на род Велтхайм в Източна Долна Саксония, господар в Харбке и Гросвайсанд, дворцов съдия, президент на дворцовия съд в Херцогство Брауншвайг и Волфенбютел.
Той е син на Ото Лудвиг фон Велтхайм (1672 – 1714) и съпругата му Армгард Амалия фон Бартенслебен (1668 – 1738), дъщеря на Ханс Даниел фон Бартенслебен (1633 – 1689), господар на Волфсбург и Броме, и Анна Аделхайд фон Велтхайм (1631 – 1706). Внук е на Йосиас I фон Велтхайм (1619 – 1696) и Катарина Доротея фон Манделслох (1638 – 1676). Потомък е на Хайнрих фон Велтхайм († сл. 1360), който служи от ок. 1356 г. на херцог Вилхелм II фон Брауншвайг-Люнебург.
Брат е на Йосиас II фон Велтхайм (1696 – 1747), господар в Острау, Адерщет, Дингелбе и Гропендорф, комтур на Йоанитския орден в Шивелбайн, кралски полски и курсаксонски камерхер, наследствен кухненски майстер на Херцогство Брауншвайг-Люнебург, наследствен шенк на епископство Хилдесхайм.
Фридрих Август фон Велтхайм е до 1755 г. президент на дворцовия съд в Херцогство Брауншвайг и Волфенбютел. През 1751 г. той купува от фамилията фон Плото рицарското имение Гросвайсанд с Гарендорф в Анхалт-Кьотен и 1754 г. съседния на Харбке Фелдмарк Алернакерфелд. През 1764 г. той продава имението Дингелбе.
Фридрих Август създава от 1760 г. при Харбке прочутите паркове с растения от чужди редки дървета и храсти. Създават се отделите като „Флорида“, „Либанон“ или „Украйна“.

## Фамилия
Фридрих Август фон Велтхайм се жени на 19 ноември 1732 г. във Волфенбютел за фрайин Мария Анна Катарина Камейтски фон Елстиборс (* 20 август 1709, Дармщат; † 11 май 1760, Харбке), дъщеря на фрайхер Кристиан Еберхард Камейтски фон Елстиборс, господар на Рюкинген (1671 – 1726) и фрайин Елизабет Доротея фон Геминген (1684 – 1726). Те имат децата:
- София Шарлота фон Велтхайм (* 26 януари 1735, Харбке; † 13 ноември 1793, Брауншвайг), омъжена на 10 февруари 1757 г. в Харбке за граф Гебхард Вернер фон дер Шуленбург-Волфсбург (* 20 декември 1722, дворец Волфсбург; † 25 август 1788, дворец Волфсбург)
- Август Фердинанд фон Велтхайм (* 18 септември 1741 в Харбке; † 2 октомври 1801 година в Брауншвайг), граф, женен I. на 4 юни 1771 г. се жени за фрайин Филипина Фридерика фон дем Бусше (* 1758; † 28 април 1778, Целерфелд), II. на 21 май 1779 г. в Грьоба за Отония Хенриета фон Арним (* 25 януари 1760; † 16 март 1803, Брауншвайг)
- Фридрих Вилхелм фон Велтхайм (* 20 юли 1743; † 8 октомври 1803 в Луклум при Брауншвайг), рицар на Немския орден, комтур на балай Саксония, хесенски таен съветник, оберхофмаршал и таен министър в Хесен, бие се като рицар в руската войска против турците, неженен
- Карл Кристиан Септимус фон Велтхайм (* 13 март 1751, Волфенбютел; † 10 ноември 1796, в Санто Доминго, Западна Индия), граф, таен финансов съветник, женен I. на 23 януари 1777 г. в Щолпе за Фридерика фон Паниц (* 2 февруари 1758, Кьонигсберг, Прусия; † 2 март 1789, Ротенбург), II. за Фридерика Албертина фон Панвиц (* 2 февруари 1751, Кьонигсберг в Прусия; † 2 март 1789, Ротенбург а.д.Заале)